# Вудленд (город, Миннесота)
Вудленд (англ. Woodland) — город в округе Хеннепин, штат Миннесота, США. На площади 1,6 км² (1,5 км² — суша, 0,1 км² — вода), согласно переписи 2010 года, проживают 437 человек. Плотность населения составляет 290,9 чел./км².
- Телефонный код города — 952
- Почтовый индекс — 55391
- FIPS-код города — 27-71500[1]
- GNIS-идентификатор — 0654355[2]